# Huilulco
Huilulco är en ort i Mexiko.   Den ligger i kommunen Coyomeapan och delstaten Puebla, i den sydöstra delen av landet, 260 km sydost om huvudstaden Mexico City. Huilulco ligger 2 200 meter över havet och antalet invånare är 388.
Terrängen runt Huilulco är varierad, och sluttar söderut. Runt Huilulco är det ganska tätbefolkat, med 72 invånare per kvadratkilometer. Närmaste större samhälle är San Gabriel Casa Blanca, 19,9 km sydväst om Huilulco. I omgivningarna runt Huilulco växer i huvudsak blandskog.